# St. Jakobus (Breckerfeld)

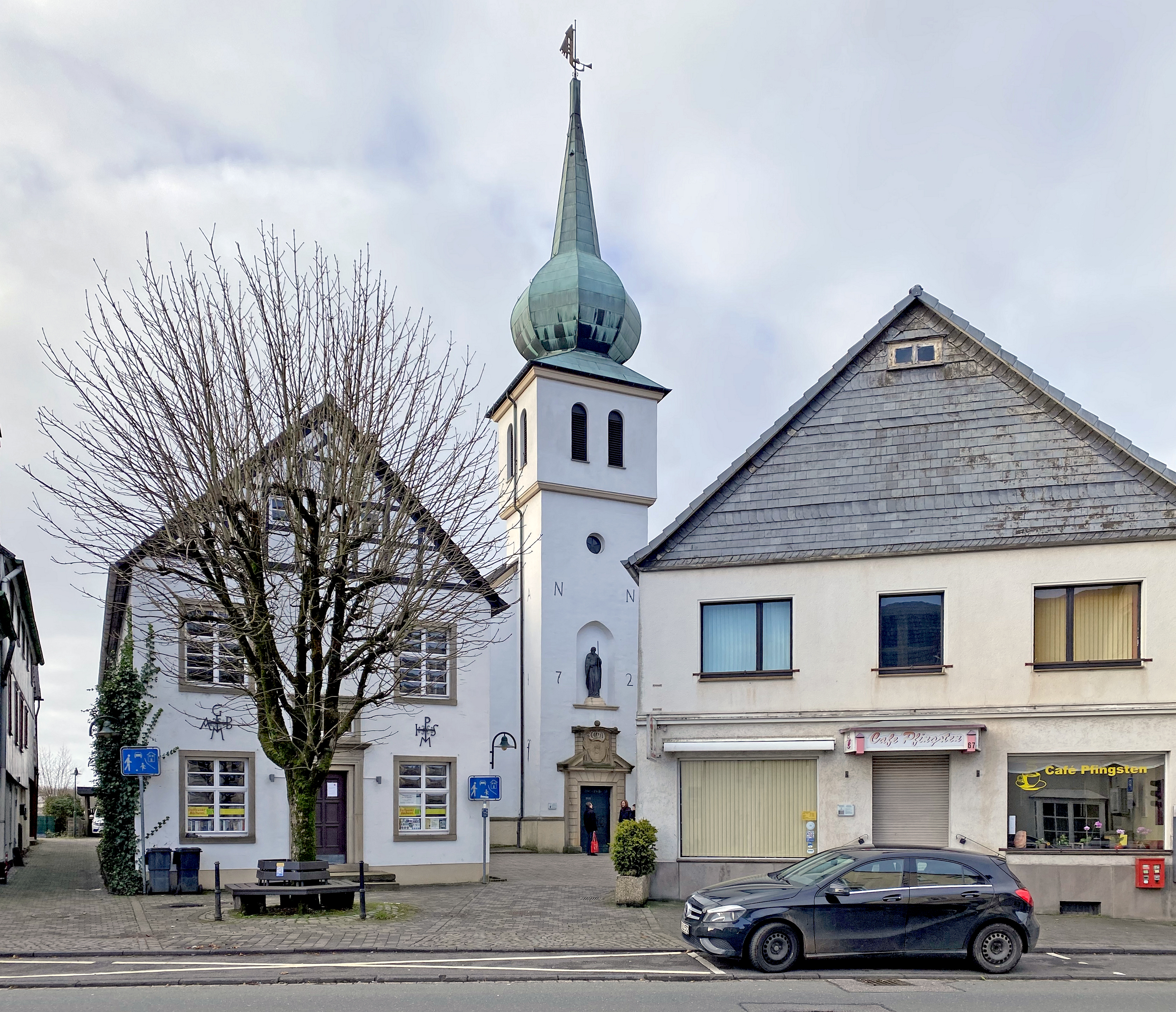
Pfarrkirche St. Jakobus

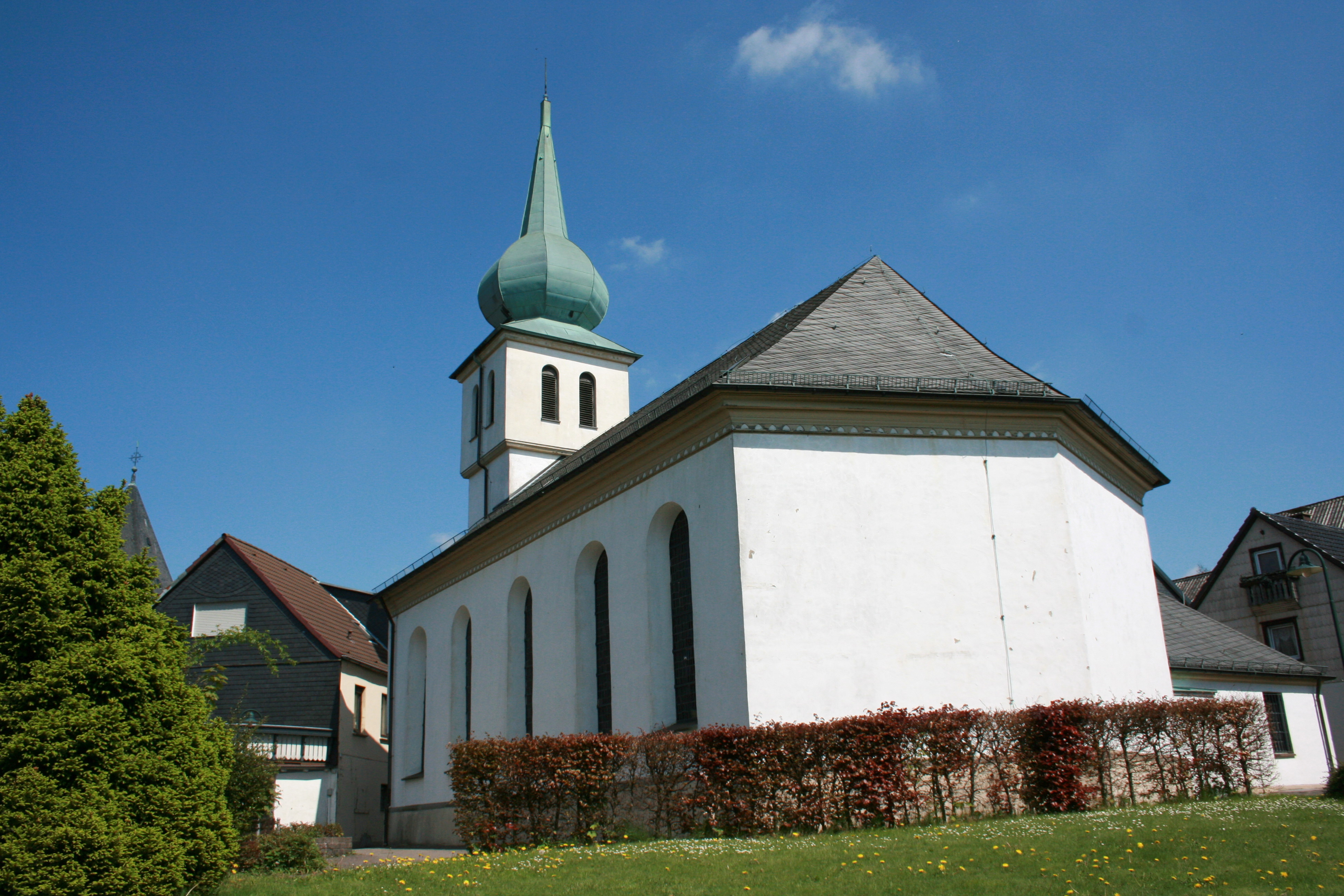
Pfarrkirche St. Jakobus

Die katholische Kirche St. Jakobus ist ein Kirchengebäude in Breckerfeld im Ennepe-Ruhr-Kreis (Nordrhein-Westfalen). Die Gemeinde gehört zur Pfarrei Christus König Halver-Breckerfeld-Schalksmühle-Dahl im Bistum Essen.
Das Gebäude ist seit 1985 – ebenso wie die benachbarte evangelische Jakobus-Kirche – in die Baudenkmalliste von Breckerfeld eingetragen.

## Geschichte und Architektur
Der fünfachsige barocke Saal schließt an der Südseite zweiseitig. Der Eingangsturm trägt die Bezeichnung 1728. Er wurde ursprünglich nach dem großen Stadtbrand von 1727 von der reformierten Gemeinde errichtet. Nachdem die lutherische und die reformierte Gemeinde sich im Zuge der preußischen Union vereinigt hatten, übernahm die katholische Kirchengemeinde 1844 die Kirche. Der Turm wurde 1901 aufgestockt und 1967 mit einer Haube im Stile des Barock bekrönt. Ein kleiner Erweiterungsbau wurde von 1962 bis 1963 angefügt.
Die Wände des schlichten verputzten Gebäudes sind durch Rundbogenfenster gegliedert, unter der profilierten Traufe umläuft ein Fries die Kirche. Das Eingangsportal ist von einer Putzquaderung umrahmt, wilde Männer halten das Preußische Wappen, das bekrönt ist. Im stichbogig geschlossenen Raum ruht eine Spiegeldecke über Voute.

## Ausstattung

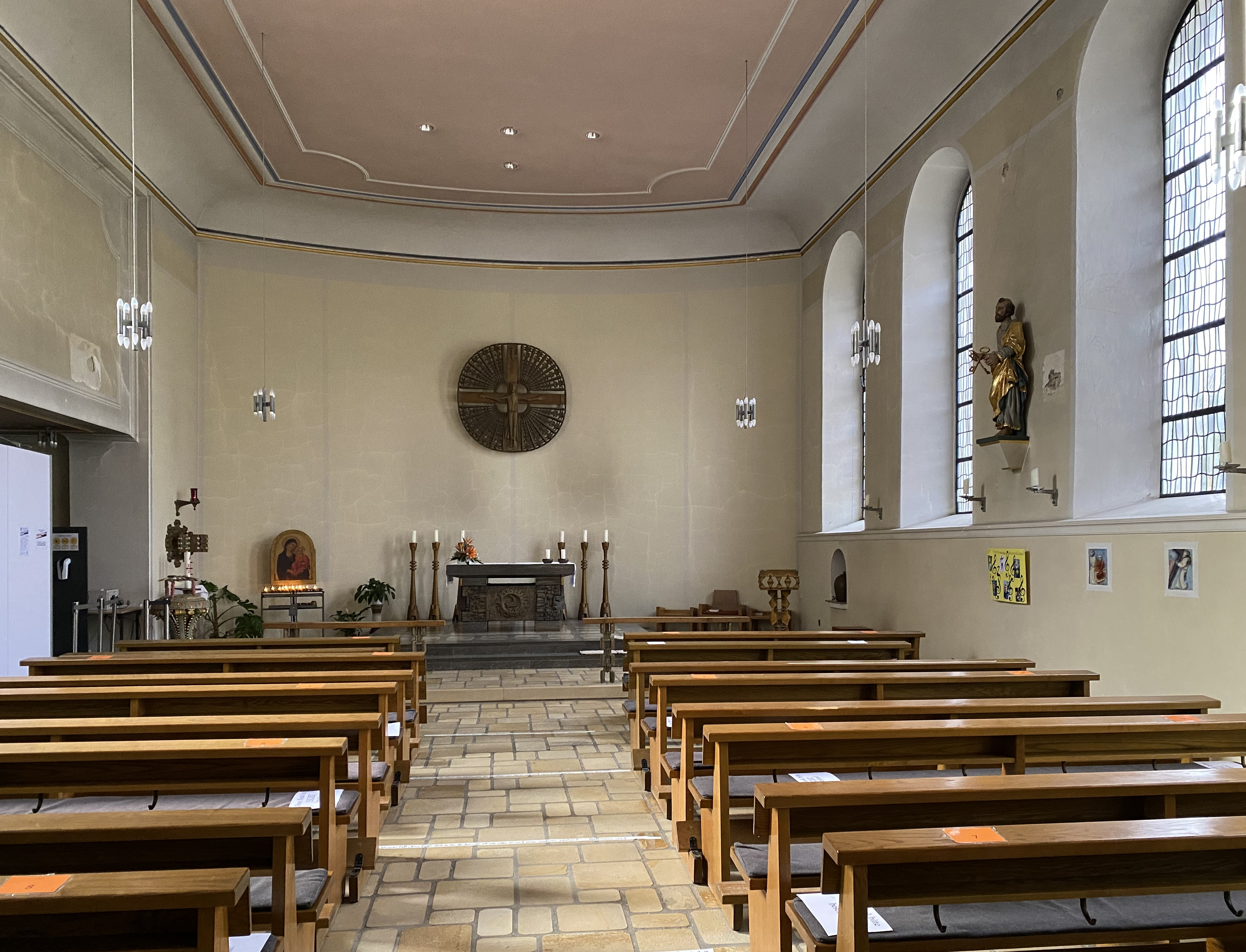
Innenansicht der St. Jakobus-Kirche

- Die Taufe aus Holz wurde im ersten Viertel des 19. Jahrhunderts gefertigt.[3]
- Die Pietà wurde zum Ende des 17. Jahrhunderts geschnitzt, die Fassung wurde 1955 freigelegt.[3]
- Die geschnitzten Figuren der Apostel Petrus und Paulus sind Arbeiten aus der Zeit um 1700.[3]
- Vor der katholischen öffentlichen Bücherei liegt eine ehemalige Mensa (Altarplatte).
- Das Geläut besteht aus drei Gussstahlglocken des Bochumer Vereins von 1955, gestimmt auf das Te-Deum-Motiv fis'-a'-h'.